# Scyphosyce pandurata
Scyphosyce pandurata är en mullbärsväxtart som beskrevs av Hutchinson. Scyphosyce pandurata ingår i släktet Scyphosyce och familjen mullbärsväxter. Inga underarter finns listade i Catalogue of Life.